# 電視授權
在許多國家，電視授權，或稱電視執照（TV licence、或）是接收電視和廣播訊號所必須持有的正式許可證。電視執照是質押稅（Hypothecation tax）的一種，收入用作資助公共廣播事業，讓公共廣播機構能夠順利經營、而不需依靠廣播和電視廣告的收入（或僅依靠少數的廣告收入）。

## 歷史
早期的許多廣播公司面臨難以獲得營運所需資金的問題。一些國家選擇以播出廣告的收入作為資金來源，但許多國家採用強制的公眾訂閱模式，每一戶擁有廣播收音機（後期則為電視機）的家庭都需支付執照費用。
英國是第一個採用強制公眾訂閱模式的國家，執照費用的收入用作資助英國廣播公司，該公司是在皇家特許（Royal charter）的支持下成立，目的是製播由社會公眾提供資金的節目，並在財政和管理方面保持在政府體制之外的獨立性。這項授權最早稱為「廣播執照」（Radio licence）。
隨著電視的普及，部份國家採用了另外附加的電視執照制度，而其他國家則是用調漲原有的廣播執照費用作為電視執照費，並將廣播執照的名稱改為「電視執照」或「接收者執照」（Receiver licence）。今天，大多數的國家都將電視和廣播執照合併收取費用，但也仍有少數國家分開收取，或針對僅有收音機的客戶收取較低的費用。在一些國家，黑白和彩色電視的執照費用不同，而年長者和/或身心不自由人士也可獲得折扣。
面對許多規避繳納電視執照費的問題，一些國家選擇直接用稅收資助公共廣播業者，或較難規避的方式收費，例如和電費合併收取。部份國家的公共廣播公司同時也會播出少量的廣告。

## 採用電視執照制度的國家

### 歐洲
- 阿爾巴尼亞[2]
- 奧地利[3]
- 波斯尼亚和黑塞哥维那[4]
- 克罗地亚[5][6]
- 捷克共和國[7]
- 丹麥[8]
- 德國[9]
- 希臘[10]
- 冰島[11]
- 愛爾蘭[12]
- 義大利[13][14]
- 蒙特內哥羅
- 挪威[15]
- 波蘭[16]
- 斯洛伐克[17]
- 斯洛維尼亞[18]
- 敘利亞
- 瑞士
- 土耳其
- 英國

在英國，共有三間獨立的公共廣播業者，英國廣播公司主要透過電視執照獲得資金來源，英國第四台（Channel 4）則是依靠廣告播出營收，而威爾斯第四台（S4C）則是靠政府直接資助、廣告收入和電視執照的間接資金來源。
英國目前的彩色電視執照費用為每年157.50英鎊 (由2020年4月1日開始)，單色（黑白）電視則為每年53英鎊 (由2020年4月1日開始)  。電視執照的收取單位為單戶家庭，這代表一份電視執照就可覆蓋家庭中多台的電視。75歲以上的年長者不需支付電視執照費用，而是由就業與退休保障部門負擔。失明者可減免一半的電視執照費用，若只有收音機者則完全免費。居住在特別看護住所的民眾（年長者、身體或心智不自由者）可申請稱為「ARC」的特殊電視執照，一年的費用為7.50英鎊。
電視執照的佔了英國廣播公司75%的收入來源，其餘的部份則是來自節目版權的銷售。依靠廣告收入的第二大公共廣播公司英國第四台也在數位電視訊號轉換方面獲得來自電視執照費用的補助。
部份威爾斯第四台的節目是由英國廣播公司威爾斯分公司（BBC Wales）製作，並免費提供給威爾斯第四台播出，這代表這些節目也受到由電視執照費用的資助。威爾斯第四台也接收了政府文化、媒體和體育部門的財政資助，此外也包含廣告的收入來源。
值得一提的是英國廣播公司也受到外交及聯邦事務部的財政資助，用作製播以海外為主要播出對象的電視和廣播節目，例如英國廣播公司全球服務，但英國廣播公司世界新聞頻道則是完全依靠廣告收入資助，此外BBC Entertainment等频道則依靠收視訂閱收入。

### 亞洲
- 日本

在日本，收看地面電視的費用為每年14,205日圓（若用自動扣款方式可有少許折扣），而衛星電視則是每年24,740日圓（同前，而且此費用涵蓋地面電視）。單色電視另有规定，沖繩地區则收不同的費用。電視執照費是用作資助日本放送協會（NHK）。
雖然日本每一戶有電視的家庭都必需支付執照費用，但在2006年，因為一連串與NHK有關的醜聞，拒絕支付的用戶顯著增加。根據2005年的資料，拒絕支付執照費並無罰金或其他罰則。未繳費的衛星電視收視戶，在收看NHK頻道時畫面會出現尚未繳費字句的浮水印，提醒收視戶向NHK連絡付費；NHK网络电视服务“NHK+”也会有相应提示。
- 韓國

在韓國，電視收視費用於韓國廣播公司(한국방송공사，KBS)與韓國教育廣播公司(한국교육방송공사，EBS)，每年收取30000韓圓。自1981年以來就處於此一水平，現在僅帶來KBS收入的40%與EBS收入的8%。收取的目的是為了維持韓國的公共廣播，使其獲得資源來盡可能地製作並播放公眾節目。1994年到2023年期間委託韓國電力公社連同電費一併收取，但從2023年7月12日修《放送法》後分離。
- 巴基斯坦

### 非洲
- 加納
- 模里西斯
- 納米比亞共和國
- 南非共和國

### 美洲
- 巴西

## 曾採用電視執照制度的國家和地区
- 香港

由1957年麗的映聲開始，政府每年向市民收取港幣36元的電視執照費（俗稱牌照費），在1967年無線電視啟播之後一直維持，直到1974年4月1日，政府認為電視機不再是奢侈品，才取消這項徵費。
- 澳洲
- 比利時
- 塞普勒斯
- 芬蘭（2013年开始由政府收税代替）
- 直布羅陀
- 法國[29]
- 匈牙利
- 印度
- 以色列
- 馬來西亞
- 马耳他
- 北馬其頓
- 新加坡

从2011年1月1日开始，新加坡正式取消电视执照制度。不过这条消息是在两个月后由新加坡财政部长发表财政年预算案时宣布的。
- 荷蘭
- 紐西蘭
- 葡萄牙
- 羅馬尼亞
- 瑞典（2019年开始由政府收税代替）
- 中華民國

臺灣由1959年開始收取《電視廣播接收機執照》費，先是1970年從每年要求換照改為一次性繳納，再配合行政院新聞局《廣播電視法》修正《電信法》於1977年取消管制而廢止。

## 從無電視執照制度的國家和地區

### 歐洲
- 安道爾共和國
- 爱沙尼亚
- 列支敦斯登
- 盧森堡
- 摩納哥
- 西班牙

### 亞洲
- 中華人民共和國
- 澳門
- 伊朗
- 越南
- 菲律賓

### 非洲
- 奈及利亞

### 美洲
- 加拿大
- 美國

## 資料來源與注釋
1. ↑  電視授權中文翻譯參考英國廣播公司BBC英國TV Licence中文網站 （页面存档备份，存于）
2. ↑  Open Society Institute, EU Monitoring and Advocacy Program ; Network Media Program.  (PDF). EU Monitoring and Advocacy Program (EUMAP)/ Open Society Institute (OSI). 2005  [2010-03-29]. ISBN 1-891385-35-6. （原始内容 (PDF)存档于2009-09-29）.
3. ↑   (PDF).   [2010-03-29]. （原始内容 (PDF)存档于2009-03-27）.
4. ↑  Open Society Institute, EU Monitoring and Advocacy Program ; Network Media Program.  (PDF). EU Monitoring and Advocacy Program (EUMAP)/ Open Society Institute (OSI). 2005: 253–338  [2010-03-29]. ISBN 1-891385-35-6. （原始内容 (PDF)存档于2009-09-29）.
5. ↑  
The Croatian Radio-Television Act 2001,  的存檔，存档日期2005-09-14. HRT. Retrieved on 2006-11-21.
6. ↑  Open Society Institute, EU Monitoring and Advocacy Program ; Network Media Program.  (PDF). EU Monitoring and Advocacy Program (EUMAP)/ Open Society Institute (OSI). 2005: 425–481  [2010-03-29]. ISBN 1-891385-35-6. （原始内容 (PDF)存档于2009-09-29）.
7. ↑  Česká Televize 2006 （页面存档备份，存于）, Czech Television External Relations.
8. ↑  .   [2010-03-29]. （原始内容存档于2013-09-28）.
9. ↑  .   [2010-03-29]. （原始内容存档于2008-02-24）.
10. ↑  http://stocks.e-go.gr/article.asp?id=201967&cat=01003000000&section=business%5B%5D
11. ↑  .   [2010-03-29]. （原始内容存档于2011-06-12）.
12. ↑  .   [2010-03-29]. （原始内容存档于2020-07-15）.
13. ↑  .   [2010-03-29]. （原始内容存档于2008-10-14）.
14. ↑  .   [2010-03-29]. （原始内容存档于2008-09-29）.
15. ↑  http://www.nrk.no/informasjon/lisens/1.2843183 （页面存档备份，存于）, Retrieved on 2010-02-27.
16. ↑  .   [2010-03-29]. （原始内容存档于2007-09-27）.
17. ↑  Open Society Institute, EU Monitoring and Advocacy Program ; Network Media Program.  (PDF). EU Monitoring and Advocacy Program (EUMAP)/ Open Society Institute (OSI). 2005: 1385–1470  [2010-03-29]. ISBN 1-891385-35-6. （原始内容 (PDF)存档于2009-09-29）.
18. ↑  RTV Slovenija. .   [2008-11-13]. （原始内容存档于2008-10-14） （斯洛文尼亚语）.
19. ↑  .   [2010-03-29]. （原始内容存档于2009-09-17）.
20. ↑  TV Licensing - Aged Over 74 （页面存档备份，存于）
21. ↑  (2008) 英国广播公司年度报告 （页面存档备份，存于）, 英国广播公司。 2008-11-17检索。
22. ↑  Plunkett, John. . 卫报. 2006-04-25  [2006-11-21]. （原始内容存档于2007-10-13）.
23. ↑  .   [2020-11-18]. （原始内容存档于2021-04-17）.
24. ↑  Julian Ryall, "Japan Cracking Down On Nhk License Fee Nonpayment"[永久], 好莱坞报道, 2006-11-15, 2009-06-14访问
25. ↑  "Respect! BBC the role model as NHK tries to beat scandal" （页面存档备份，存于）, The Times, 2005-02-04, accessed 2009-06-14
26. ↑  . Kbs.co.kr. 2014-06-18  [2020-11-19]. （原始内容存档于2021-04-17）.
27. ↑  . English.kbs.co.kr.   [2011-01-13]. （原始内容存档于2008-06-29）.
28. ↑  尹洪京. . 韓國聯合通訊社. 2023-07-11  [2023-08-28]. （原始内容存档于2023-08-29） （中文）.
29. ↑  . 4 August 2022  [2023-04-09]. （原始内容存档于2023-04-13）.
30. ↑  收音机与电视执照费取消 （页面存档备份，存于），联合早报
31. ↑  . 國史館臺灣文獻館民俗文物辭典資料庫.   [2019-11-09]. （原始内容存档于2019-11-18）.
32. ↑  . 國立臺灣歷史博物館典藏網.   [2019-11-09]. （原始内容存档于2021-04-17）.

## 外部連結

### 官方的電視執照機構
- （英文） 電視執照機構列表，由歐洲視聽監察組織（EAO）提供
- （德文）（法文）（意大利文） Billag（瑞士） （页面存档备份，存于）
- （英文） PEMRA（巴基斯坦） （页面存档备份，存于）
- （德文） GEZ（德國） （页面存档备份，存于）
- （英文） Radiotjänst（瑞典） （页面存档备份，存于）
  - （繁體中文） 瑞典電視費中文說明 （页面存档备份，存于）
- （英文） TV Licences（南非） （页面存档备份，存于）
- （繁體中文） TV Licensing（英國） （页面存档备份，存于）
- （文） TV-maksuhallinto（芬蘭） （页面存档备份，存于）
- （简体中文） NHK受信料（日本） （页面存档备份，存于）

### 其他網站
- （英文） 英國廣播執照的歷史資訊和圖片